# Porsche 356
Porsche 356 är en sportbil, tillverkad av den tyska biltillverkaren Porsche mellan 1948 och 1965.

## Bakgrund

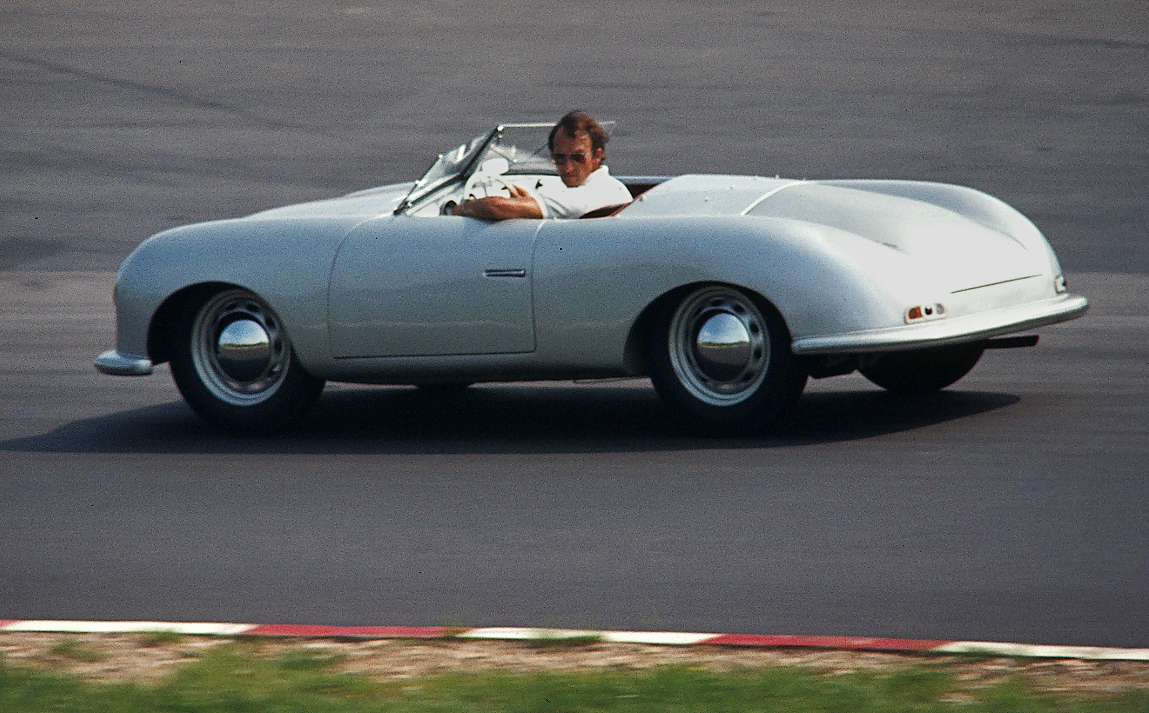
Prototyp nr 1

Sedan Ferdinand Porsches konstruktionsbyrå i Zuffenhausen, utanför Stuttgart, blivit klara med arbetet på Adolf Hitlers folkbil KdF-Wagen, byggde man ett par sportbilar på Volkswagen-bas. Utvecklingen avbröts vid andra världskrigets utbrott och under resten av kriget var Porsche upptagen med att konstruera fordon och vapen åt den tyska krigsmakten. De allierades bombningar av rustningsindustrin runt Stuttgart tvingade Porsche att utrymma lokalerna i Zuffenhausen 1944 och flytta till Gmünd i en avlägsen del av österrikiska Kärnten. Där inhystes Porsches framgångsrika konstruktionsbyrå under betydligt mer blygsamma förhållanden i ett gammalt sågverk.
Efter kriget arresterades Ferdinand Porsche, sonen Ferry Porsche och svärsonen Anton Piëch av fransmännen för samarbete med nazisterna. De två yngre männen släpptes snart, men Ferdinand Porsche blev kvar nästan två år i fransk fångenskap, där han sattes att arbeta med den ”franska folkvagnen” Renault 4CV. När Porsche slutligen släpptes, 72 år gammal, var han en bruten man och arbetet med att bygga upp familjeföretaget efter kriget övertogs av sonen Ferry, med hjälp av Porsches mångårige vän och medarbetare Karl Rabe.
Porsches projekt nummer 356 återupptog idén om en sportbil baserad på Volkswagen. En första prototyp byggdes för att utröna hur många standarddelar man kunde använda. Bilen hade en öppen, tvåsitsig kaross och mittmotor, men redan till prototyp nummer två hade man hittat formerna för den kommande produktionsbilen. Motorn hade nu flyttats längst bak, för att ge mer utrymme i kupén och Porsche hade till och med lyckats klämma in ett (mycket litet) baksäte. Hjulupphängningarna och den osynkroniserade växellådan kom direkt från Volkswagen, medan motorn trimmats med bland annat dubbla förgasare och modifierade cylinderhuvuden. Till och med den täckta karossen var inspirerad av ”bubblans” former.
1948 slöt Porsche ett avtal med Volkswagen, som gav företaget generalagenturen för Volkswagens bilar i Österrike. Detta avtal innebar inte bara en lönsam grundinkomst för Porsche, det säkrade även tillgången på delar till företagets nya bilmodell.

## Porsche 356  (1948-55)

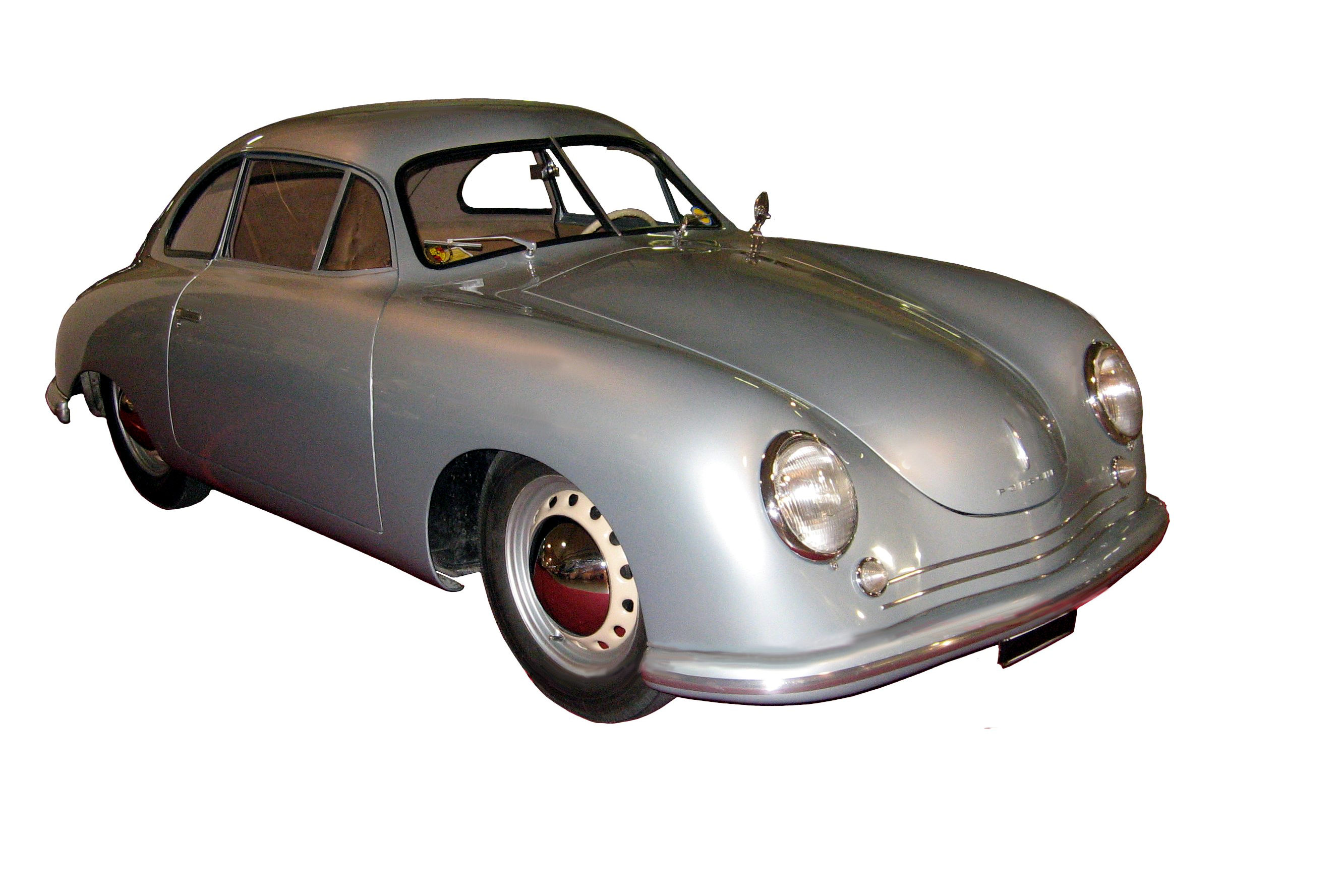
Gmünd-byggd 356

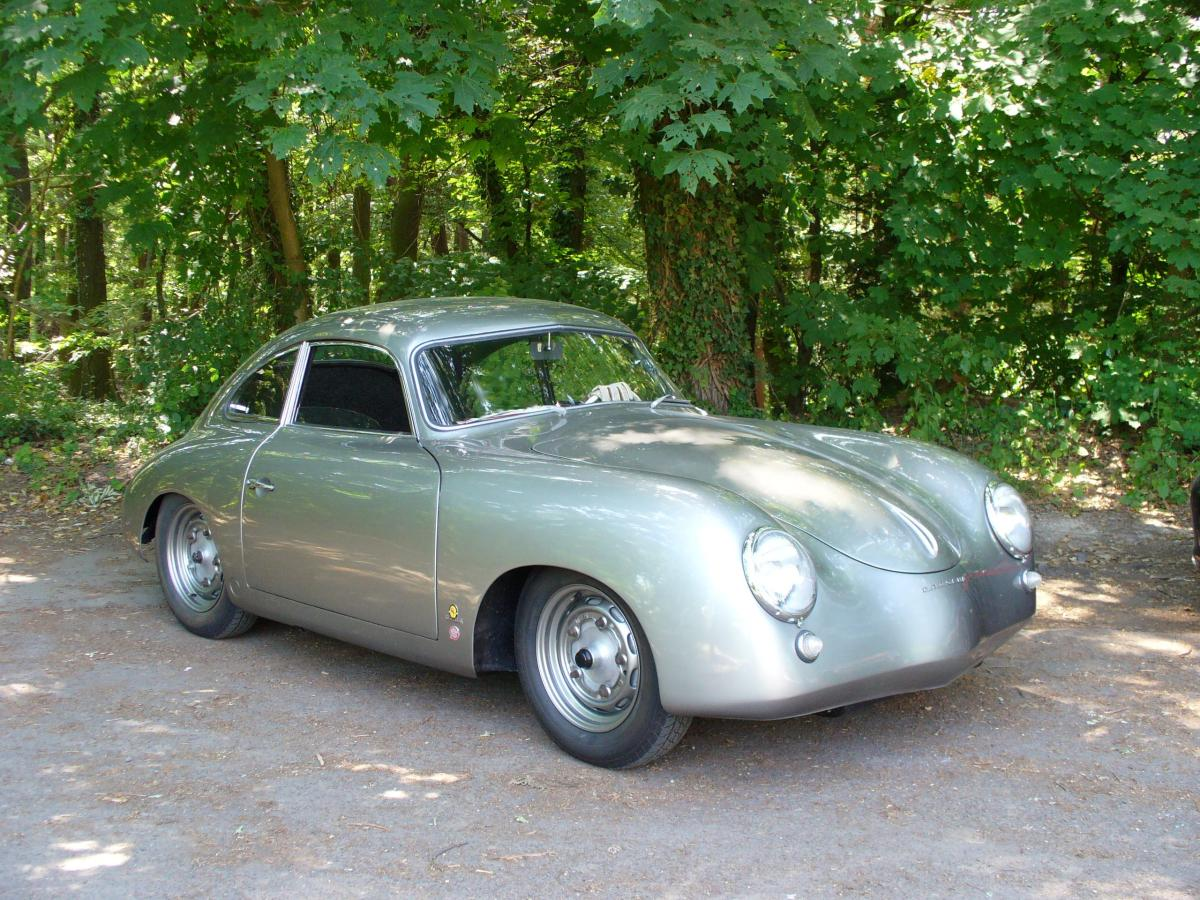
Zuffenhausen-byggd 356

Sommaren 1948 började produktionen av Porsche 356 i Gmünd. Det gamla sågverket var långtifrån anpassat för bilproduktion och tillverkningstakten var mycket långsam. Bland annat knackades aluminium-karosserna för hand mot trämodeller. Dessa tidiga, österrikiska karosser hade delad vindruta, enkla runda bakljus och små kromlister i fronten som skulle påminna om en kylarmaskering. Fram till mars 1951 tillverkades inte fler än runt 50 bilar i Gmünd. Knappt tio av dessa fick cabriolet-karosser från den schweiziska karossbyggaren Beutler.
1949 visades 356:an upp på Internationella Bilsalongen i Genève. Intresset var mycket stort och Porsche började planera för en serie om 500 bilar. I krigets slutskede hade Porsches lokaler i Zuffenhausen övertagits av den framryckande amerikanska armén. 1949 återfick Porsche nyttjanderätten, även om ockupationsmakten behöll den officiella äganderätten ytterligare ett antal år. Porsche påbörjade omgående flytten tillbaka till Tyskland för konstruktörer och andra tjänstemän. Men problemet med ändamålsenliga produktionslokaler återstod fortfarande, eftersom lokalerna i Zuffenhausen var avsedda för en konstruktionsbyrå. Detta löstes genom ett avtal med närmaste grannen, karossbyggaren Stuttgarter Karosseriewerk Reutter. Porsche fick hyra produktionsutrymmen, mot att Reutter fick bygga karosserna.
Vid påsktiden 1950 startade produktionen i Zuffenhausen. Mekaniken var densamma som i bilarna från Gmünd, men karosserna modifierades. Största skillnaden var att de nu byggdes i stål, eftersom Reutter saknade möjligheter att svetsa i aluminium. Erwin Komenda hade även passat på att putsa lite på formgivningen. Karossen fick en något högre midjelinje, bakpartiet modifierades med nya, rektangulära bakljus och i fronten försvann kromlisterna, gemenligen kallade ”morrhåren”. Reutter byggde både täckta och öppna karosser.
Hösten 1951 uppdaterades karossen återigen, med hel vindruta och dubbla runda bakljus. Viktigaste förändringen var dock introduktionen av två större motoralternativ, på 1,3 respektive 1,5 liter. Dessa nya motorer hade cylindrar gjutna i lättmetall och för varje ny modell avlägsnade sig nu Porsches motorer alltmer från sitt enkla ursprung.
Våren 1952 presenterades den öppna America Roadster, avsedd enbart för USA. Modellen hade tagits fram på begäran av Max Hoffman, som hade generalagenturen i New York för flera exklusiva europeiska märken, däribland Porsche. Karossmakaren Glaser byggde en enkel roadster-kaross i aluminium, men bilen var mycket dyr och Hoffman sålde bara 20 eller 50 bilar, uppgiften om det exakta antalet varierar mellan olika källor.
I oktober 1952 tillkom sportversionen 1500 S. Motorn hade trimmats med andra förgasare, modifierade cylinderhuvuden och ny vevaxel. I november kom även 1300 S med samma modifieringar.
I september 1954 introducerades den spartanska Speedster. Även denna karossvariant hade tagits fram på begäran av Max Hoffman. Speedster baserades på den vanliga cabriolet-karossen, men hade lägre vindruta och en mycket enkel sufflett. Även inredningen var enklare än på övriga versioner och Speedstern var den billigaste karossversionen. Modellen blev en succé, framför allt på USA-marknaden. Samtidigt upphörde produktionen av den ursprungliga 1100-versionen.

### Tekniska data
| Porsche 356:                | 1100                                                                                     | 1300                                                                                     | 1300 S                                                                                   | 1500                                                                                     | 1500 S                                                                                   |
| --------------------------- | ---------------------------------------------------------------------------------------- | ---------------------------------------------------------------------------------------- | ---------------------------------------------------------------------------------------- | ---------------------------------------------------------------------------------------- | ---------------------------------------------------------------------------------------- |
| Motor:                      | 4-cyl boxermotor                                                                         | 4-cyl boxermotor                                                                         | 4-cyl boxermotor                                                                         | 4-cyl boxermotor                                                                         | 4-cyl boxermotor                                                                         |
| Cylindervolym:              | 1086 cm³                                                                                 | 1286 cm³                                                                                 | 1286 cm³                                                                                 | 1488 cm³                                                                                 | 1488 cm³                                                                                 |
| Borrning x slaglängd:       | 73,5 x 64 mm                                                                             | 80 x 64 mm                                                                               | 80 x 64 mm                                                                               | 80 x 74 mm                                                                               | 80 x 74 mm                                                                               |
| Max effekt vid varvtal:     | 40 hk vid 4 000 v/min                                                                    | 44 hk vid 4 000 v/min                                                                    | 60 hk vid 5 500 v/min                                                                    | 55 hk vid 4 400 v/min                                                                    | 70 hk vid 5 000 v/min                                                                    |
| Max vridmoment vid varvtal: | 70 Nm vid 2 800 v/min                                                                    | 81 Nm vid 2 500 v/min                                                                    |                                                                                          | 106 Nm vid 2 800 v/min                                                                   | 108 Nm vid 3 600 v/min                                                                   |
| Kompression:                | 7,0 : 1                                                                                  | 6,5 : 1                                                                                  | 8,2 : 1                                                                                  | 6,8 : 1                                                                                  | 8,2 : 1                                                                                  |
| Ventilstyrning:             | Centralt liggande kamaxel, stötstänger                                                   | Centralt liggande kamaxel, stötstänger                                                   | Centralt liggande kamaxel, stötstänger                                                   | Centralt liggande kamaxel, stötstänger                                                   | Centralt liggande kamaxel, stötstänger                                                   |
| Kylning:                    | Luftkylning                                                                              | Luftkylning                                                                              | Luftkylning                                                                              | Luftkylning                                                                              | Luftkylning                                                                              |
| Växellåda:                  | 4-växlad osynkroniserad växellåda, från 1953 med synkronisering av Porsche-typ; golvspak | 4-växlad osynkroniserad växellåda, från 1953 med synkronisering av Porsche-typ; golvspak | 4-växlad osynkroniserad växellåda, från 1953 med synkronisering av Porsche-typ; golvspak | 4-växlad osynkroniserad växellåda, från 1953 med synkronisering av Porsche-typ; golvspak | 4-växlad osynkroniserad växellåda, från 1953 med synkronisering av Porsche-typ; golvspak |
| Hjulupphängning fram:       | Dubbla längslänkar (VW)                                                                  | Dubbla längslänkar (VW)                                                                  | Dubbla längslänkar (VW)                                                                  | Dubbla längslänkar (VW)                                                                  | Dubbla längslänkar (VW)                                                                  |
| Hjulupphängning bak:        | Pendelaxel                                                                               | Pendelaxel                                                                               | Pendelaxel                                                                               | Pendelaxel                                                                               | Pendelaxel                                                                               |
| Fjädring:                   | Tvärliggande torsionsstavar                                                              | Tvärliggande torsionsstavar                                                              | Tvärliggande torsionsstavar                                                              | Tvärliggande torsionsstavar                                                              | Tvärliggande torsionsstavar                                                              |
| Spårvidd fram/bak:          | 1290/1250 mm                                                                             | 1290/1250 mm                                                                             | 1290/1250 mm                                                                             | 1290/1250 mm                                                                             | 1290/1250 mm                                                                             |
| Hjulbas:                    | 2100 mm                                                                                  | 2100 mm                                                                                  | 2100 mm                                                                                  | 2100 mm                                                                                  | 2100 mm                                                                                  |
| Längd:                      | 3950 mm                                                                                  | 3950 mm                                                                                  | 3950 mm                                                                                  | 3950 mm                                                                                  | 3950 mm                                                                                  |
| Tomvikt:                    | 810 kg – 830 kg                                                                          | 810 kg – 830 kg                                                                          | 810 kg – 830 kg                                                                          | 810 kg – 830 kg                                                                          | 810 kg – 830 kg                                                                          |
| Topphastighet:              | 140 km/h                                                                                 | 145 km/h                                                                                 | 160 km/h                                                                                 | 155 km/h                                                                                 | 170 km/h                                                                                 |

## Porsche 356A  (1955-59)

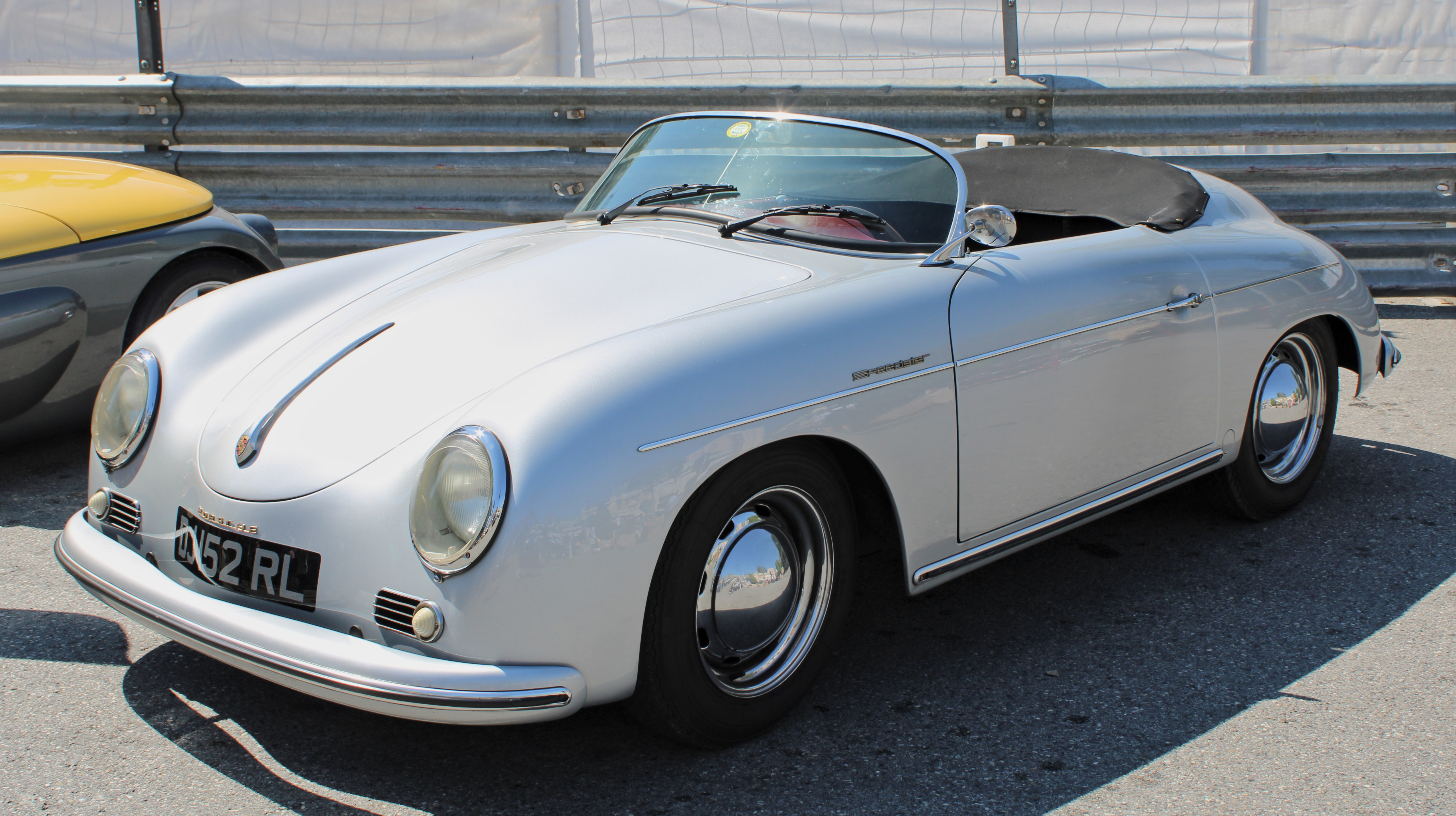
356A Speedster

I oktober 1955 introducerades den uppdaterade 356A. Största motorn var nu på 1,6 liter. Fjädring och stötdämpare hade modifierats för bättre vägegenskaper. Karossen hade fått en större, välvd vindruta och fram fanns nya blinkers, i kombination med små ventilationsgaller som tog in kylluft till frambromsarna. På insidan infördes en ny instrumentbräda och ryggstödet bak blev fällbart, för att kunna användas som bagageutrymme. Programmet kompletterades med tävlingsbilen 1500 Carrera GS. För att få modellen godkänd för tävlingsbruk måste Porsche tillverka ett ganska stort antal bilar. Därför erbjöds den i ett lite mildare utförande till privatkunder, med eller utan tävlingsambitioner. Motorn hade dubbla överliggande kamaxlar, dubbeltändning och torrsumpsmörjning.
Från maj 1957 såldes även den ännu starkare 1500 Carrera GT.
I oktober 1957 infördes kuggstångsstyrning. Karossen modifierades med nya, droppformade bakljus och avgasrören drogs ut genom stötfångarhornen. Samtidigt försvann de mindre 1300-versionerna.
I augusti 1958 ersattes Speedstern av Cabriolet D, tillverkad av den fristående karossbyggaren Dranz. Modellen var fortfarande enklare än den vanliga cabrioleten, men inte fullt så spartansk som Speedster.

### Tekniska data
| Porsche 356A:               | 1300                                                           | 1300 S                                                         | 1600                                                           | 1600 S                                                         | 1500 Carrera GS de Luxe                                        | 1500 Carrera GT                                                |
| --------------------------- | -------------------------------------------------------------- | -------------------------------------------------------------- | -------------------------------------------------------------- | -------------------------------------------------------------- | -------------------------------------------------------------- | -------------------------------------------------------------- |
| Motor:                      | 4-cyl boxermotor                                               | 4-cyl boxermotor                                               | 4-cyl boxermotor                                               | 4-cyl boxermotor                                               | 4-cyl boxermotor                                               | 4-cyl boxermotor                                               |
| Cylindervolym:              | 1286 cm³                                                       | 1286 cm³                                                       | 1582 cm³                                                       | 1582 cm³                                                       | 1498 cm³                                                       | 1498 cm³                                                       |
| Borrning x slaglängd:       | 80 x 64 mm                                                     | 80 x 64 mm                                                     | 82,5 x 74 mm                                                   | 82,5 x 74 mm                                                   | 85 x 66 mm                                                     | 85 x 66 mm                                                     |
| Max effekt vid varvtal:     | 44 hk vid 4 000 v/min                                          | 60 hk vid 5 500 v/min                                          | 60 hk vid 4 500 v/min                                          | 75 hk vid 5 000 v/min                                          | 100 hk vid 6 500 v/min                                         | 110 hk vid 6 400 v/min                                         |
| Max vridmoment vid varvtal: | 81 Nm vid 2 500 v/min                                          |                                                                | 110 Nm vid 2 800 v/min                                         | 117 Nm vid 3 700 v/min                                         | 121 Nm vid 5 000 v/min                                         | 124 Nm vid 5 200 v/min                                         |
| Kompression:                | 6,5 : 1                                                        |                                                                | 7,5 : 1                                                        | 8,5 : 1                                                        | 9 : 1                                                          | 9 : 1                                                          |
| Ventilstyrning:             | Centralt liggande kamaxel, stötstänger                         | Centralt liggande kamaxel, stötstänger                         | Centralt liggande kamaxel, stötstänger                         | Centralt liggande kamaxel, stötstänger                         | 2 överliggande kamaxlar per cylinderrad                        | 2 överliggande kamaxlar per cylinderrad                        |
| Kylning:                    | Luftkylning                                                    | Luftkylning                                                    | Luftkylning                                                    | Luftkylning                                                    | Luftkylning                                                    | Luftkylning                                                    |
| Växellåda:                  | 4-växlad växellåda med synkronisering av Porsche-typ, golvspak | 4-växlad växellåda med synkronisering av Porsche-typ, golvspak | 4-växlad växellåda med synkronisering av Porsche-typ, golvspak | 4-växlad växellåda med synkronisering av Porsche-typ, golvspak | 4-växlad växellåda med synkronisering av Porsche-typ, golvspak | 4-växlad växellåda med synkronisering av Porsche-typ, golvspak |
| Hjulupphängning fram:       | Dubbla längslänkar                                             | Dubbla längslänkar                                             | Dubbla längslänkar                                             | Dubbla längslänkar                                             | Dubbla längslänkar                                             | Dubbla längslänkar                                             |
| Hjulupphängning bak:        | Pendelaxel                                                     | Pendelaxel                                                     | Pendelaxel                                                     | Pendelaxel                                                     | Pendelaxel                                                     | Pendelaxel                                                     |
| Fjädring:                   | Tvärliggande torsionsstavar                                    | Tvärliggande torsionsstavar                                    | Tvärliggande torsionsstavar                                    | Tvärliggande torsionsstavar                                    | Tvärliggande torsionsstavar                                    | Tvärliggande torsionsstavar                                    |
| Spårvidd fram/bak:          | 1306/1272 mm                                                   | 1306/1272 mm                                                   | 1306/1272 mm                                                   | 1306/1272 mm                                                   | 1306/1272 mm                                                   | 1306/1272 mm                                                   |
| Hjulbas:                    | 2100 mm                                                        | 2100 mm                                                        | 2100 mm                                                        | 2100 mm                                                        | 2100 mm                                                        | 2100 mm                                                        |
| Däck:                       | 5.60 – 15 Sport                                                | 5.60 – 15 Sport                                                | 5.60 – 15 Sport                                                | 5.60 – 15 Sport                                                | 5.90 – 15 Supersport                                           | 5.90 – 15 Supersport                                           |
| Längd x bredd x höjd:       | 3950 x 1670 x 1310 mm                                          | 3950 x 1670 x 1310 mm                                          | 3950 x 1670 x 1310 mm                                          | 3950 x 1670 x 1310 mm                                          | 3950 x 1670 x 1310 mm                                          | 3950 x 1670 x 1310 mm                                          |
| Tomvikt:                    | 855 kg – 905 kg                                                | 855 kg – 905 kg                                                | 855 kg – 905 kg                                                | 855 kg – 905 kg                                                | 855 kg – 905 kg                                                | 855 kg – 905 kg                                                |
| Topphastighet:              | 145 km/h                                                       | 160 km/h                                                       | 160 km/h                                                       | 175 km/h                                                       | ca. 200 km/h                                                   | ca. 200 km/h                                                   |

## Porsche 356B  (1959-63)

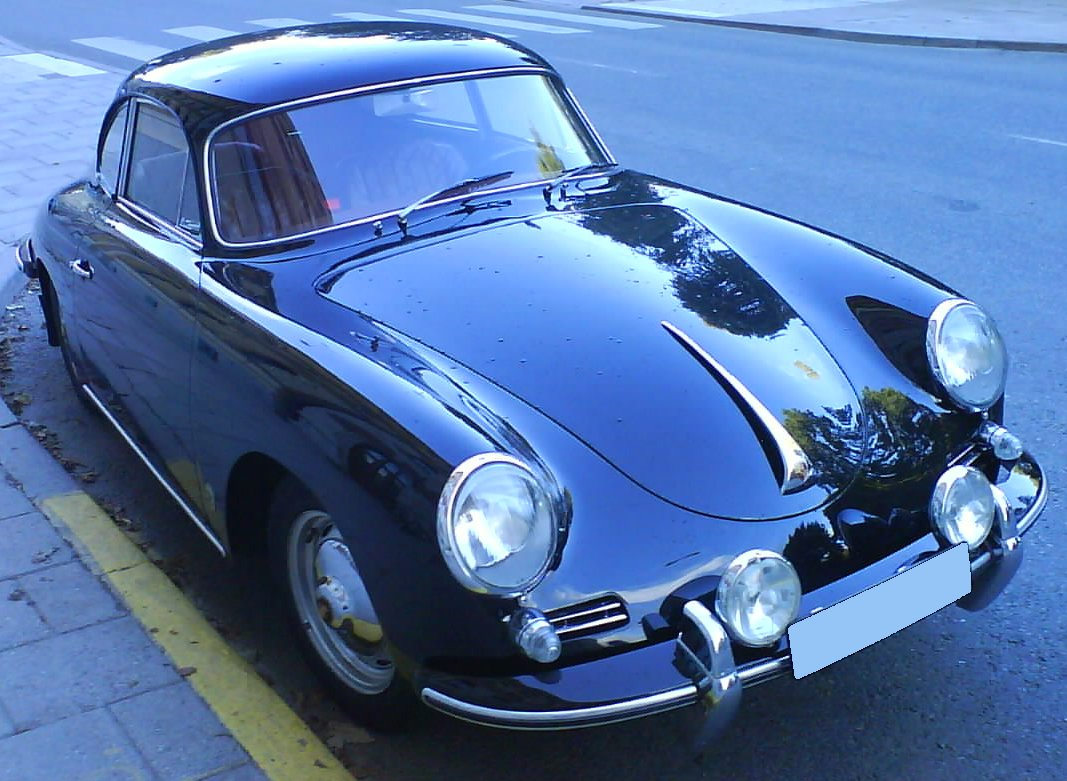
356B snett framifrån

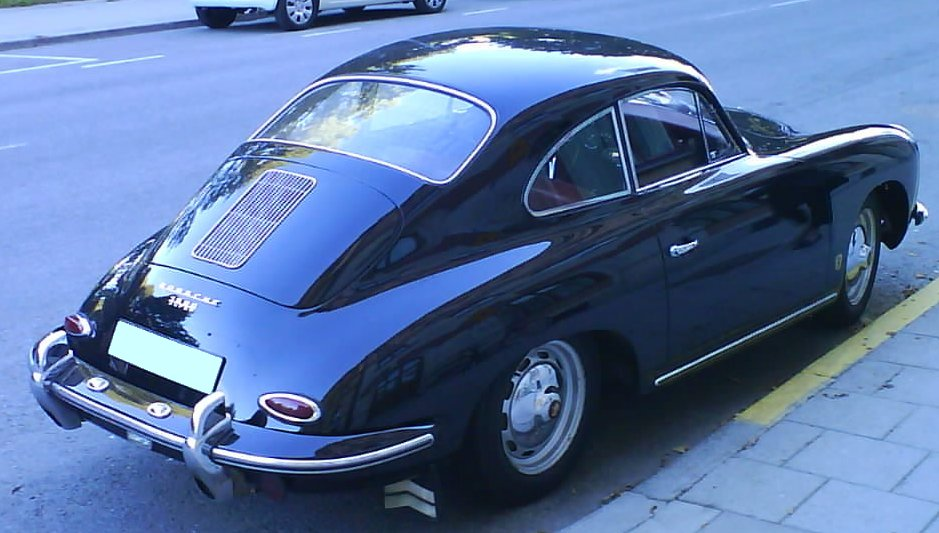
356B snett bakifrån

I september 1959 uppdaterades bilen till 356B. Största förändringen var en ny front med högre placering av strålkastare och stötfångare. I övrigt tillkom ventilationsrutor i dörrarna, framsätena hade sänkts 60 mm för bättre takhöjd och baksätets ryggstöd gjordes delbart. Cabriolet D-versionen bytte nu namn till Roadster. Motoralternativen var desamma som tidigare, men i mars 1960 tillkom en Super 90-version. Den starka motorn gav nästan lika bra prestanda som Carrera-motorn, men var betydligt enklare och billigare att underhålla.
I september 1961 fick karossen en större bagagelucka framtill och bränslepåfyllningen flyttades från bagageutrymmet ut till höger framskärm. Programmet kompletterades med tävlingsbilen 2000 Carrera 2. Det var den första 356:an med skivbromsar.
- Se även: Porsche 356B Carrera Abarth GTL.

### Tekniska data
| Porsche 356B:               | 1600                                                           | 1600 Super                                                     | 1600 Super 90                                                  | 1600 Carrera GT                                                | 2000 Carrera 2 GS                                              | 2000 Carrera 2 GT                                              |
| --------------------------- | -------------------------------------------------------------- | -------------------------------------------------------------- | -------------------------------------------------------------- | -------------------------------------------------------------- | -------------------------------------------------------------- | -------------------------------------------------------------- |
| Motor:                      | 4-cyl boxermotor                                               | 4-cyl boxermotor                                               | 4-cyl boxermotor                                               | 4-cyl boxermotor                                               | 4-cyl boxermotor                                               | 4-cyl boxermotor                                               |
| Cylindervolym:              | 1582 cm³                                                       | 1582 cm³                                                       | 1582 cm³                                                       | 1582 cm³                                                       | 1966 cm³                                                       | 1966 cm³                                                       |
| Borrning x slaglängd:       | 82,5 x 74 mm                                                   | 82,5 x 74 mm                                                   | 82,5 x 74 mm                                                   | 82,5 x 74 mm                                                   | 92 x 74 mm                                                     | 92 x 74 mm                                                     |
| Max effekt vid varvtal:     | 60 hk vid 4 500 v/min                                          | 75 hk vid 5 000 v/min                                          | 90 hk vid 5 500 v/min                                          | 115 hk vid 6 500 v/min                                         | 130 hk vid 6 200 v/min                                         | 140 hk vid 6 200 v/min                                         |
| Max vridmoment vid varvtal: | 110 Nm vid 2 800 v/min                                         | 117 Nm vid 3 700 v/min                                         | 121 Nm vid 4 300 v/min                                         |                                                                | 162 Nm vid 4 600 v/min                                         |                                                                |
| Kompression:                | 7,5 : 1                                                        | 8,5 : 1                                                        | 9 : 1                                                          | 9 : 1                                                          | 9,2 : 1                                                        |                                                                |
| Ventilstyrning:             | Centralt liggande kamaxel, stötstänger                         | Centralt liggande kamaxel, stötstänger                         | Centralt liggande kamaxel, stötstänger                         | 2 överliggande kamaxlar per cylinderrad                        | 2 överliggande kamaxlar per cylinderrad                        | 2 överliggande kamaxlar per cylinderrad                        |
| Kylning:                    | Luftkylning                                                    | Luftkylning                                                    | Luftkylning                                                    | Luftkylning                                                    | Luftkylning                                                    | Luftkylning                                                    |
| Växellåda:                  | 4-växlad växellåda med synkronisering av Porsche-typ, golvspak | 4-växlad växellåda med synkronisering av Porsche-typ, golvspak | 4-växlad växellåda med synkronisering av Porsche-typ, golvspak | 4-växlad växellåda med synkronisering av Porsche-typ, golvspak | 4-växlad växellåda med synkronisering av Porsche-typ, golvspak | 4-växlad växellåda med synkronisering av Porsche-typ, golvspak |
| Hjulupphängning fram:       | Dubbla längslänkar, krängningshämmare                          | Dubbla längslänkar, krängningshämmare                          | Dubbla längslänkar, krängningshämmare                          | Dubbla längslänkar, krängningshämmare                          | Dubbla längslänkar, krängningshämmare                          | Dubbla längslänkar, krängningshämmare                          |
| Hjulupphängning bak:        | Pendelaxel                                                     | Pendelaxel                                                     | Pendelaxel                                                     | Pendelaxel                                                     | Pendelaxel                                                     | Pendelaxel                                                     |
| Fjädring:                   | Tvärliggande torsionsstavar                                    | Tvärliggande torsionsstavar                                    | Tvärliggande torsionsstavar                                    | Tvärliggande torsionsstavar                                    | Tvärliggande torsionsstavar                                    | Tvärliggande torsionsstavar                                    |
| Spårvidd fram/bak:          | 1306/1272 mm                                                   | 1306/1272 mm                                                   | 1306/1272 mm                                                   | 1306/1272 mm                                                   | 1306/1272 mm                                                   | 1306/1272 mm                                                   |
| Hjulbas:                    | 2100 mm                                                        | 2100 mm                                                        | 2100 mm                                                        | 2100 mm                                                        | 2100 mm                                                        | 2100 mm                                                        |
| Däck:                       | 5.60 – 15 Sport                                                | 5.60 – 15 Sport                                                | 5.60 – 15 Sport                                                | 165 – 15                                                       | 165 – 15                                                       | 165 – 15                                                       |
| Längd x bredd x höjd:       | 4010 x 1670 x 1330 mm                                          | 4010 x 1670 x 1330 mm                                          | 4010 x 1670 x 1330 mm                                          | 4010 x 1670 x 1330 mm                                          | 4010 x 1670 x 1330 mm                                          | 4010 x 1670 x 1330 mm                                          |
| Tomvikt:                    | 935 kg                                                         | 935 kg                                                         | 935 kg                                                         | 1010 kg                                                        | 1010 kg                                                        | 1010 kg                                                        |
| Topphastighet:              | 160 km/h                                                       | 175 km/h                                                       | 185 km/h                                                       | ca. 200 km/h                                                   | 200 km/h                                                       |                                                                |

## Porsche 356C  (1963-65)

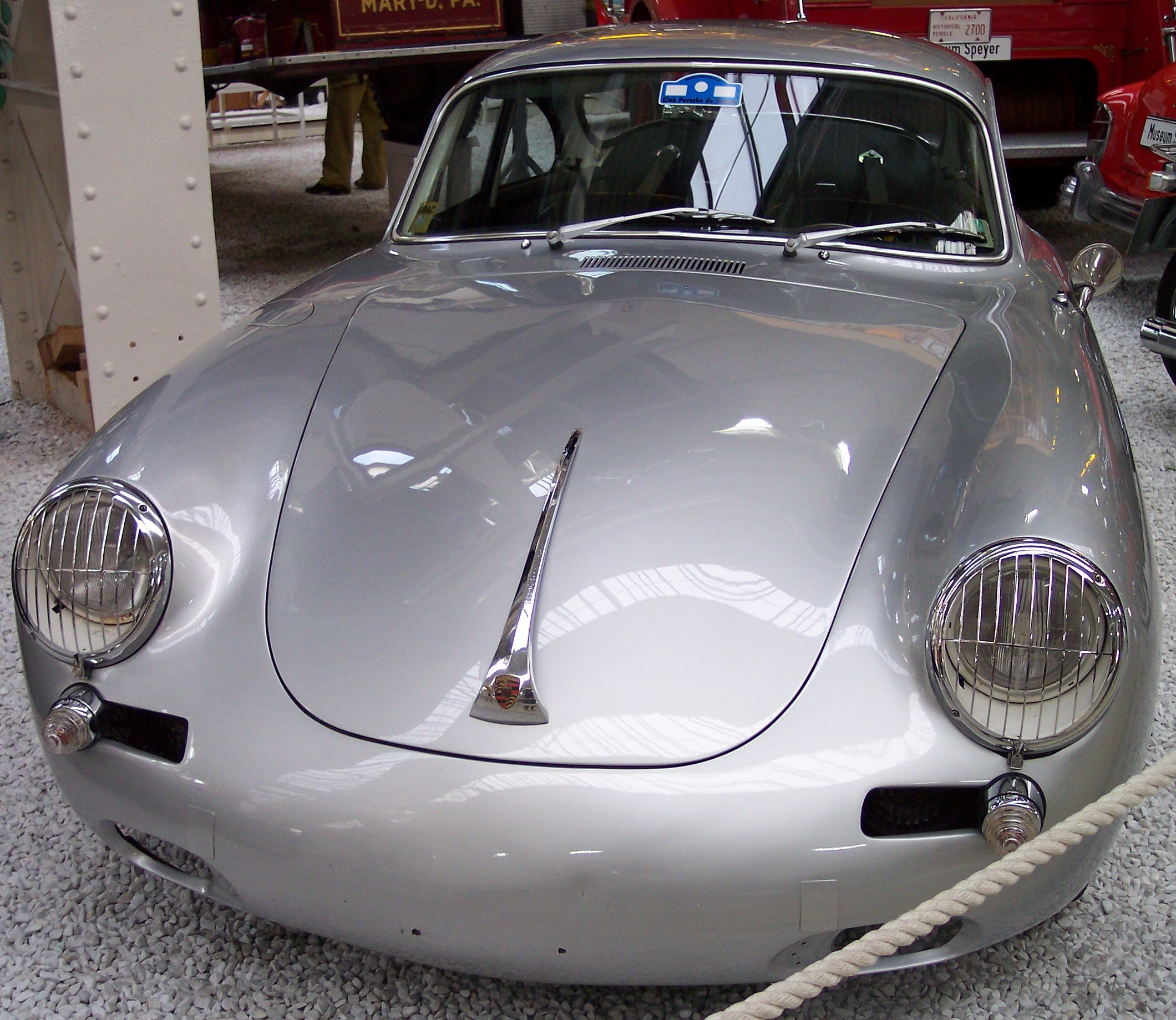
356C

I juli 1963 kom den sista utvecklingen, 356C. Bilen hade nu fått skivbromsar och förbättrad fjädring, för bättre vägegenskaper. Invändigt modifierades bland annat instrumentbrädan och armstöd på dörrarna tillkom. Modellprogrammet hade reducerats till coupé och cabriolet, med två motoralternativ. Dessutom tillverkades ett litet antal Carrera 2.
Tillverkningen av 356:an avslutades i september 1965.

### Tekniska data
| Porsche 356C:               | 1600 C                                                         | 1600 SC                                                        | 2000 Carrera 2 GT                                              |
| --------------------------- | -------------------------------------------------------------- | -------------------------------------------------------------- | -------------------------------------------------------------- |
| Motor:                      | 4-cyl boxermotor                                               | 4-cyl boxermotor                                               | 4-cyl boxermotor                                               |
| Cylindervolym:              | 1582 cm³                                                       | 1582 cm³                                                       | 1966 cm³                                                       |
| Borrning x slaglängd:       | 82,5 x 74 mm                                                   | 82,5 x 74 mm                                                   | 92 x 74 mm                                                     |
| Max effekt vid varvtal:     | 75 hk vid 5 200 v/min                                          | 95 hk vid 5 800 v/min                                          | 140 hk vid 6 200 v/min                                         |
| Max vridmoment vid varvtal: | 123 Nm vid 3 600 v/min                                         | 124 Nm vid 4 200 v/min                                         |                                                                |
| Kompression:                | 8,5 : 1                                                        | 9,5 : 1                                                        |                                                                |
| Ventilstyrning:             | Centralt liggande kamaxel, stötstänger                         | Centralt liggande kamaxel, stötstänger                         | 2 överliggande kamaxlar per cylinderrad                        |
| Kylning:                    | Luftkylning                                                    | Luftkylning                                                    | Luftkylning                                                    |
| Växellåda:                  | 4-växlad växellåda med synkronisering av Porsche-typ, golvspak | 4-växlad växellåda med synkronisering av Porsche-typ, golvspak | 4-växlad växellåda med synkronisering av Porsche-typ, golvspak |
| Hjulupphängning fram:       | Dubbla längslänkar, krängningshämmare                          | Dubbla längslänkar, krängningshämmare                          | Dubbla längslänkar, krängningshämmare                          |
| Hjulupphängning bak:        | Pendelaxel                                                     | Pendelaxel                                                     | Pendelaxel                                                     |
| Fjädring:                   | Tvärliggande torsionsstavar                                    | Tvärliggande torsionsstavar                                    | Tvärliggande torsionsstavar                                    |
| Spårvidd fram/bak:          | 1306/1272 mm                                                   | 1306/1272 mm                                                   | 1306/1272 mm                                                   |
| Hjulbas:                    | 2100 mm                                                        | 2100 mm                                                        | 2100 mm                                                        |
| Däck:                       | 5.60 – 15 Sport                                                | 165 – 15                                                       | 165 – 15                                                       |
| Längd x bredd x höjd:       | 4010 x 1670 x 1315 mm                                          | 4010 x 1670 x 1315 mm                                          | 4010 x 1670 x 1315 mm                                          |
| Tomvikt:                    | 935 kg                                                         | 935 kg                                                         | 935 kg                                                         |
| Topphastighet:              | 175 km/h                                                       | 185 km/h                                                       |                                                                |

## Tillverkning
| Modell         | Antal  |
| -------------- | ------ |
| 356            | 7 627  |
| 356A           | 20 626 |
| 356A Carrera   | 419    |
| 356B           | 30 963 |
| 356B Carrera 2 | 310    |
| 356C           | 16 668 |
| 356C Carrera 2 | 126    |